# マイン-ネッカー線
マイン-ネッカー線 (マイン-ネッカーせん、ドイツ語; Main-Neckar-Eisenbahn) はドイツ連邦共和国ヘッセン州フランクフルト・アム・マインのフランクフルト中央駅とバーデン＝ヴュルテンベルク州ハイデルベルクを結ぶ幹線鉄道である。この線は開通当時にはフランクフルト自由市、ヘッセン大公国、バーデン大公国共通の国有鉄道であった。

## 概要
マイン＝ネッカー線の主な経由地はダルムシュタット、ベンスハイム、ヴァインハイムであり、列車はライン地溝帯にあるオーデンヴァルトの西側で走行する。
この路線はフランクフルト中央駅からすぐマンハイム - フランクフルト線と分岐し、マイン川上の鉄橋を経て続く。マイン＝ネッカー橋はドイツの南北の貨物交通部門に特別な意味を持つ。フランクフルト - ハナウ線もこの橋を共有し、一日約600編の列車がこの橋を渡る。フランクフルト・ルイザ - ダルムシュタット間にはSバーン用線路が設置されており、三線或は四線の線路が運営されている。

## 歴史

### 建設過程

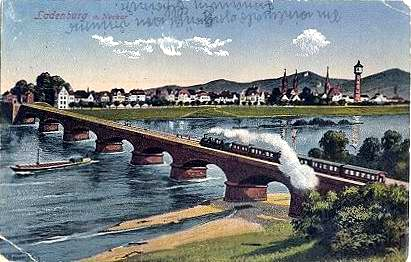
1900年当時のラーデンブルク鉄橋

1836年からフランクフルト - ハイデルベルク間鉄道建設を目指す会議が、ダルムシュタットで開いて、1838年事前調査が行われた。同年フランクフルト自由市、ヘッセン大公国、バーデン大公国の間に一次条約が結ばれたが、翌年ヘッセン鉄道会社の資金問題のため、計画を実行するのができなかった。1843年3月25日、二次条約が締結され、国家予算による建設及びフリードリクスフェルトでのマンハイム - ハイデルベルク区間の接続が確定された。当時バーデン本線は1600 mmの広軌で建設されて、バーデンは広軌建設を望んだが、それが実現されなかった。
マイン＝ネッカー鉄道の建設は1843年フランクフルトの区間で始まった。工事区間の地面は相対的に平坦で、12個の鉄道橋のみが必要だった。路線経路は本来複線用で整えられたが、実際の複線化は1860年から実現された。1846年からいくつかの区間が開通されて、1847年8月から貨物列車の運行が始まった。

### 路線の改修と発展
1848年11月15日マイン川鉄道橋のヴィルヘルム橋 (現在の平和橋) が完工されて、列車は旧マイン＝ネッカー駅まで走行した。1852年最初のフイートストン電信機が導入された。1866年プロイセンがフランクフルト自由市を併合し、プロイセン国有鉄道はフランクフルト部分を引き受けた。1882年四線複線のマイン＝ネッカー新橋が既存の橋梁から約1000 m離れて、鋼鉄トラスの形で完工された。この橋を通じてフランクフルト新駅とルイザ駅間の新線が結ばれる。1888年フランクフルト新駅の開業によって、マイン＝ネッカー旧橋はフランクフルト市に売却され、道路橋になった。
1896年プロイセン邦有鉄道はヘッセン大公国邦有鉄道の業務を引き受け、プロイセン＝ヘッセン鉄道法人になった。従って本線のヘッセン区間もその会社に属することになった。1901年12月14日に締結されたフランクフルト自由市、ヘッセン大公国、バーデン大公国の条約によって、1902年に共同管理局 (Gemeinsame Direktion) は解散した。マイン＝ネッカー鉄道の中にバーデン地域はバーデン国鉄へ、ヘッセン地域はプロイセン＝ヘッセン鉄道法人とマインツ管理局へ分割された。
プロイセン＝ヘッセン鉄道法人によって一括的に運営された。1912年5月既存のマイン＝ネッカー駅が移転され、ダルムシュタット中央駅として開業された。1927年マイン＝ネッカー鉄道橋は鋼材トラス橋で新たに改修された。この工事で列車と船の通行は少ない影響だけを受けた。1945年戦争の最後の日々にマイン＝ネッカー橋が爆撃によって破壊されたが、翌年復旧された。
1956年マンハイム・フリードリクスフェルト - ハイデルベルク区間が電化されて、翌年11月全区間の電化は完了した。

### ドイツ鉄道時代
1997年フランクフルト - ダルムシュタット区間でSバーン線路増設がS3、S4系統の運行を長距離列車から分離する目的で行われた。フランクフルト - ランゲン区間及びエゲルスバッハ - エアツハウゼン区間は複々線で、残りの区間は長距離列車の複線とSバーンの単線となっている。ノイイーゼンブルク駅とランゲン駅は長距離列車用のホームが併設されているが、他の停車場のホームはSバーン線路側に移転された。

### 年表
- 1846年6月22日; ランゲン - ダルムシュタット - ヘッペンハイム間開通。
- 1846年7月16日; ランゲン - マインシュピッチェ(フランクフルト) - フランクフルト・ロカル駅間開通。
- 1846年8月1日; ヘッペンハイム - ハイデルベルク間及びフリードリクスフェルト - マンハイム連結線の開通で全区間開通。ただしラーデンブルクの鉄橋はまだ完成されていない。
- 1846年10月9日; ラーデンブルク臨時鉄橋の上に機関車が通行する。
- 1848年8月24日; ラーデンブルク鉄橋完工。
- 1852年11月1日; イーゼンブルク駅(ノイイーゼンブルク駅)開業。
- 1888年6月22日; エアツハウゼン駅開業。
- 1888年8月18日; フランクフルト新駅開業。その後マイン＝ネッカー旧橋はフランクフルト市に売却され、道路橋に転換された。
- 1946年11月23日; マイン＝ネッカー橋復旧。
- 1957年10月1日; ダルムシュタット - マンハイム・フリードリクスフェルト間電化。
- 1957年11月19日; フランクフルト - ダルムシュタット間電化。
- 2016年12月11日; マンハイム・フリードリクスフェルト駅をノイ＝エディンゲン＝フリードリクスフェルト駅と改称する。

## 運行形態

### 遠距離輸送

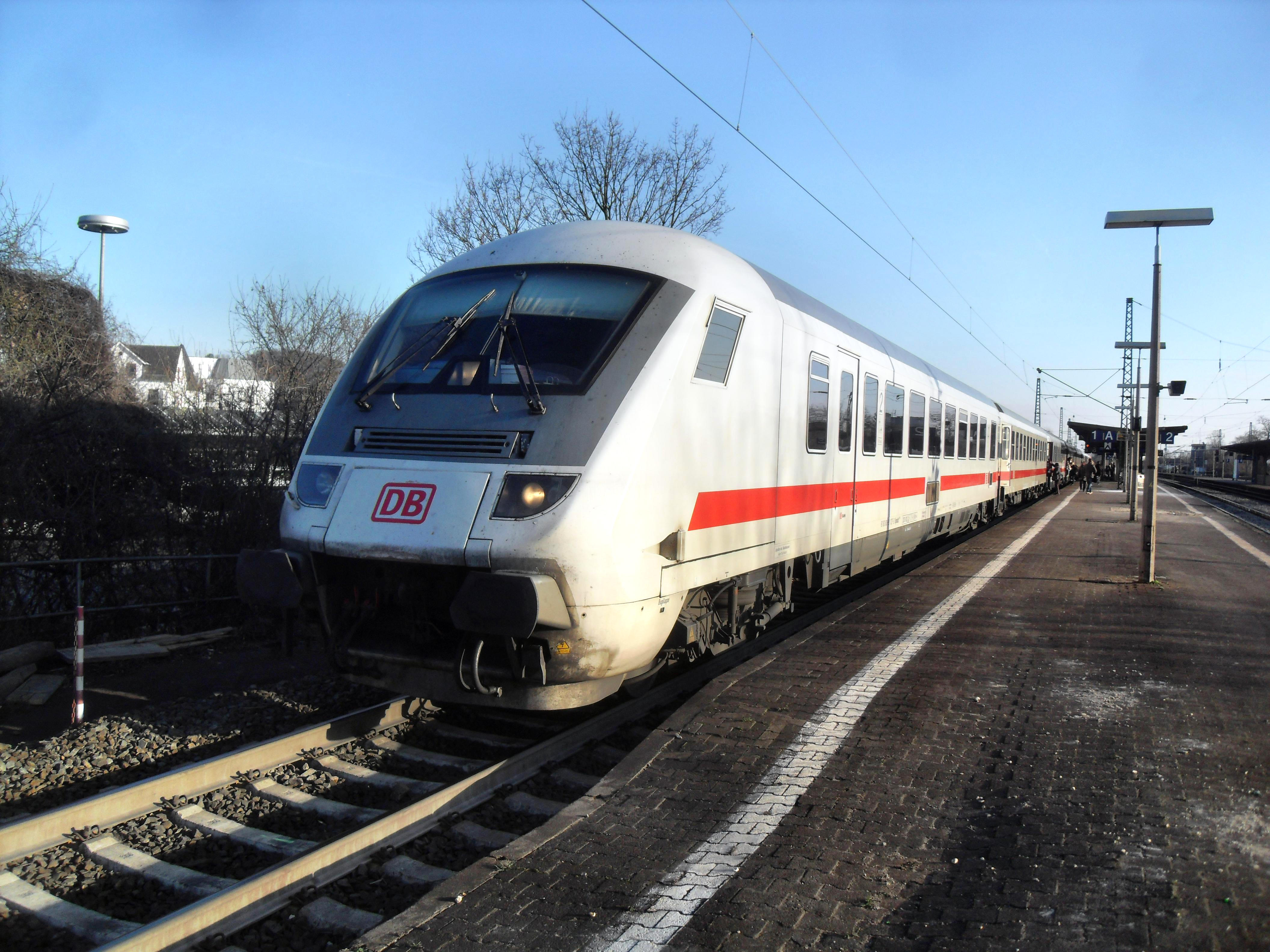
ベンスハイム駅で停車するIC列車 (2009)

本線にはICE列車編が少なく、IC、EC列車編が優勢である。路線は南側にカールスルーエ、シュトゥットガルト方面、北側にカッセル、ハノーファー方面と連結されている。
- ICE 50; ドレスデン中央駅 - ライプツィヒ中央駅 - エアフルト中央駅 - アイゼナッハ - フルダ - フランクフルト(マイン)中央駅 - ダルムシュタット中央駅 - ベンスハイム - マンハイム中央駅 - カイザースラウテルン中央駅 - ザーブリュッケン中央駅。一日1往復。
- IC 26; ハンブルク・アルトナ - ハンブルク中央駅 - リュネブルク - ユルツェン - ツェレ - ハノーファー中央駅 - ゲーチンゲン - カッセル・ヴィルヘルムスホェエー - ヴァベルン(カッセル) - トライザー - マールブルク(ラーン) - ギーセン - フリードベルク(ヘッセン)- フランクフルト(マイン)中央駅 - ダルムシュタット中央駅 - ベンスハイム - ヴァインハイム(ベルクシュトラーセ) - ハイデルベルク中央駅 - ブルクサル - カールスルーエ中央駅。120分間隔。
- IC/EC 62; フランクフルト(マイン)中央駅 - ダルムシュタット中央駅 - ベンスハイム - ヴァインハイム(ベルクシュトラーセ) - ハイデルベルク中央駅 - シュトゥットガルト中央駅 - ウルム中央駅 - ギュンツブルク - アウクスブルク中央駅 - ミュンヘン中央駅 - ミュンヘン東駅 - ローゼンハイム - トラウンシュタイン - フライラッシング - ザルツブルク中央駅 - ビショフスホーフェン - シュヴァルツァッハ＝聖ファイト - マルニッツ＝オーバーフェラッハ - シュピタル＝ミルシュタェターゼー - フィラッハ中央駅 - クラーゲンフルト中央駅。120分間隔。

### 地域輸送

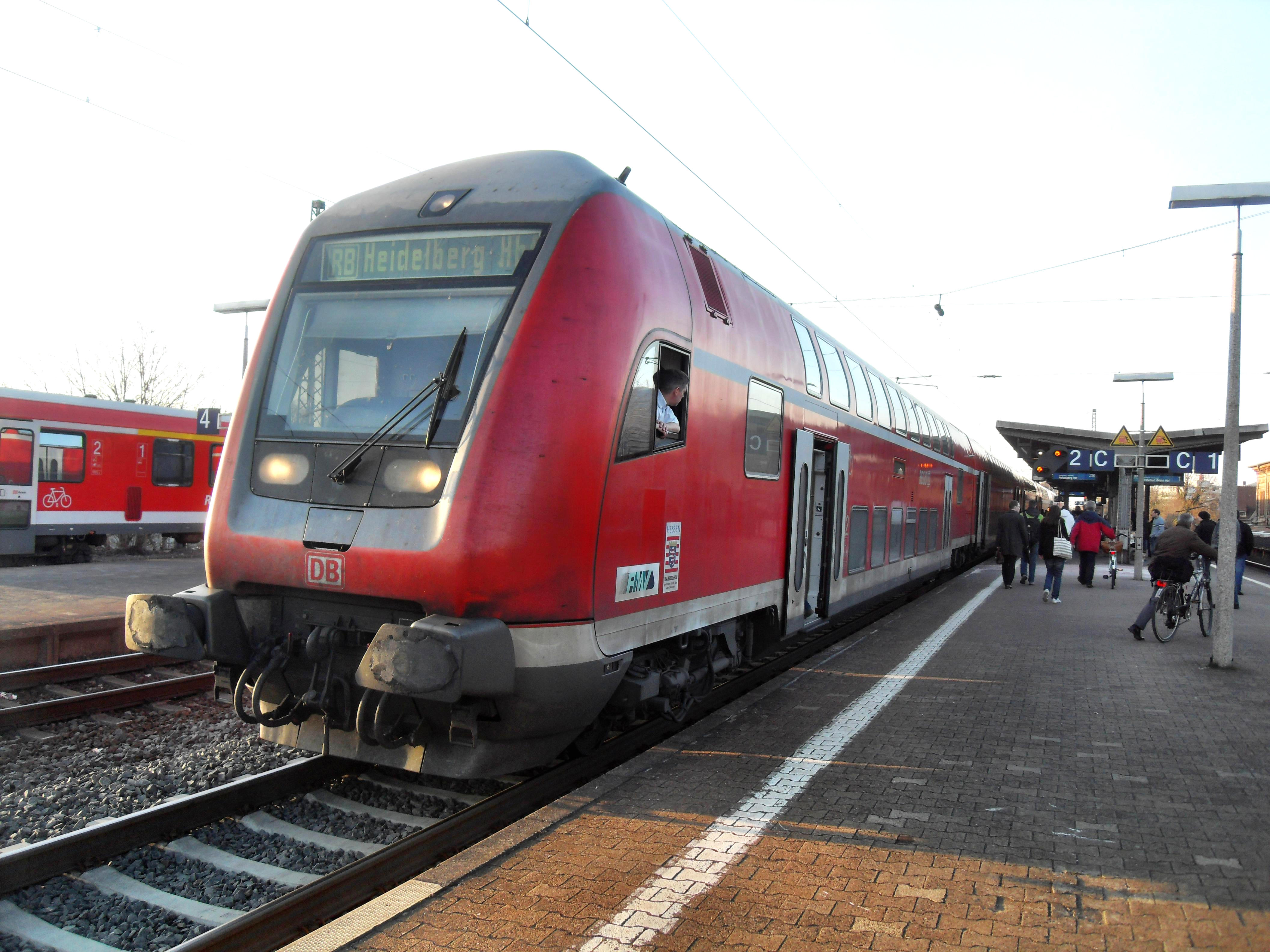
ベンスハイム駅で停車するハイデルベルク行き普通列車 (2009)

フランクフルト - ハェンライン＝アルスバッハ区間の運賃制はライン＝マイン運輸連合（Rhein-Main-Verkehrsverbund, RMV）により、ツヴィンゲンベルク - ハイデルベルク区間の運賃制はライン＝ネッカー運輸連合（Verkehrsverbund Rhein-Neckar, VRN）により管理されている。
- 快速列車（RE 60）; フランクフルト - ランゲン - ダルムシュタット - ベンスハイム - ヴァインハイム - マンハイム。60分間隔。使用車両はDB446形電車。過去の使用車両はDB111形電気機関車とn-Wagen或はDB146形電気機関車と制御装置付きの二階建て客車であった。
- 普通列車（RB 61）; フランクフルト - ノイイゼンブルク - ドライアイヒ・ブーフシュラーク - ロェーダーマルクト・オーバーローデン-ディーブルク。60分ごとに運行。
- 普通列車（RB 66）; プフンクシュタット - ダルムシュタット・エバーシュタット - ダルムシュタット。60/120分間隔。私設鉄道のVIAS所属。使用車両はボンバルディア社のイティノ気動車。
- 普通列車（RB 67/RB 68）; フランクフルト - ランゲン - ダルムシュタット - ダルムシュタット南駅 - エバーシュタット - ビッケンバッハ - ヘーンライン＝アルストムバッハ - ツヴィンゲンベルク - アウアーバッハ - ベンスハイム - ヘッペンハイム - ラウデンバッハ - ヘムスバッハ - ズルツバッハ - ヴァインハイム - リュツェルザクセン - ヘッデスハイム＝ヒルシュベルク - ラーデンブルク - ノイエディンゲン＝フリードリクスフェルト - マンハイム・シュヴェツィンゲン / ハイデルベルク中央駅。60分ごとに運行[7]。使用車両はRE60と同じ。ノイエディンゲン＝フリードリヒスフェルト駅で二つ編成の列車は分割・併合される。
- Sバーン（）: フリートベルク - グロースカルベン - バートフィルベル - フランクフルト西駅 - フランクフルト - フランクフルト市内線経由 - フランクフルト南駅 - ルイザ - ノイイゼンブルク - ドライアイヒ・ブーフシュラーク - ランゲン飛行安全社駅 - ランゲン - エーゲルスバッハ - エルツハウゼン - ヴィクスハウゼン - アルハイルゲン - ダルムシュタット。15分/30分ごとに運行[8]。使用車両はDB423形電車。
- Sバーン（S 6）; マインツ - ヴォルムス - フランケンタール - ルートヴィヒスハーフェン - マンハイム - ノイエディンゲン＝フリードリクスフェルト - ラーデンブルク - ヴァインハイム - ヘムスバッハ - ヘッペンハイム - ベンスハイム。60分ごとに運行。使用車両はDB425形電車あるいはDB463形電車。

### 貨物輸送
ライン＝ネッカー線を通過するほとんどの貨物列車は国内輸送も国際輸送も担当する。この路線はジェノヴァ - ロッテルダム区間の軸を構成するが、一部の列車はマンハイム操車場からフランクフルト方面に走行する。貨物の引き渡しはダルムシュタット貨物駅で行われている。